# Хосе Луїс Сьєрра
Хосе Луїс Сьєрра Пандо (ісп. José Luis Sierra Pando, нар. 5 грудня 1968, Сантьяго) — чилійський футболіст, що грав на позиції півзахисника. По завершенні ігрової кар'єри — тренер. З 2016 року очолює тренерський штаб саудівської команди «Аль-Іттіхад».
Виступав, зокрема, за клуби «Коло-Коло» та «Уніон Еспаньйола», а також національну збірну Чилі, у складі якої був учасником чемпіонату світу 1998 року.
Чотириразовий чемпіон Чилі.

## Клубна кар'єра
Народився 5 грудня 1968 року в місті Сантьяго. Вихованець футбольної школи клубу «Уніон Еспаньйола». Дорослу футбольну кар'єру розпочав 1988 року в основній команді того ж клубу, в якій провів наступні сім років. 1989 року ненадовго залишав рідну команду — як орендований гравець провів декілька ігор за іспанський «Реал Вальядолід»
1995 рік провів у бразильському «Сан-Паулу», де не став гравцем основного складу і наступного року повернувся на батьківщину.
Протягом 1996–1998 років грав за «Коло-Коло», в якому був основним гравцем півзахисту команди і з яким тричі поспіль ставав чемпіоном Чилі. Частину 1999 року провів в оренді в мексиканському «УАНЛ Тигрес», після чого ще на два сезони повернувся до «Коло-Коло».
2002 року досвідчений півзахисник повернувся до рідного клубу «Уніон Еспаньйола», в якому, попри досить поважний, як для польового гравця, вік відіграв ще вісім сезонів, завершивши професійну кар'єру у 40-річному віці.  за який відіграв 7 сезонів. 2005 року допоміг «Уніон Еспаньйола» стати переможцем Апертури чемпіонату Чилі. Його особистий внесок у цей тріумф був підкреслений визнанням його тогорічним лауреатом нагороди Футболіст року в Чилі.

## Виступи за збірну
1991 року дебютував в офіційних матчах у складі національної збірної Чилі.
Учасник чемпіонату світу 1998 року у Франції. На світовій першості взяв участь у всіх трьох іграх групового етапу, за результатами якого чилійці з другого місця вийшли до плей-оф, а також у програному з рахунком 1:4 матчі 1/8 фіналу проти збірної Бразилії. Був автором єдиного голу чилійців у грі групового етапу проти збірної Камеруну, що завершилася унічию 1:1.
У складі збірної також був учасником трьох розіграшів Кубка Америки: 1993, 1995,  а також 1999.
Загалом протягом кар'єри у національній команді, яка тривала 10 років, провів у формі головної команди країни 53 матчі, забивши 8 голів.

## Кар'єра тренера
Завершивши кар'єру гравця у 2009 році, залишився у клубі «Уніон Еспаньйола», восени наступного року очоливши тренерський штаб його команди, яким керував до 2015 року. 2013 року приводив команду до перемоги у чемпіонаті Чилі.
У травні 2015 року залишив «Уніон Еспаньйола» аби стати головним тренером іншої своєї колишньої команди, «Коло-Коло». Під його керівництвом команда стала переможцем Апертури чемпіонату Чилі 2015 року.
Влітку 2016 року перебрався до Саудівської Аравії, очоливши тренерський штаб місцевої команди «Аль-Іттіхад».

### Тренерська статистика
Станом на 9 лютого 2018 року
| Команда            | Країна            | З              | По             | Статистика | Статистика | Статистика | Статистика | Статистика | Статистика | Статистика | Статистика |
| Команда            | Країна            | З              | По             | І          | В          | Н          | П          | Г+         | Г-         | РГ         | % В        |
| ------------------ | ----------------- | -------------- | -------------- | ---------- | ---------- | ---------- | ---------- | ---------- | ---------- | ---------- | ---------- |
| «Уніон Еспаньйола» | Чилі              | 14 жовтня 2010 | 18 травня 2015 | 172        | 76         | 39         | 57         | 282        | 225        | +57        | 44,19      |
| «Коло-Коло»        | Чилі              | 18 травня 2015 | 20 липня 2016  | 31         | 20         | 6          | 5          | 43         | 22         | +21        | 64,52      |
| «Аль-Іттіхад»      | Саудівська Аравія | 22 липня 2016  | досі           | 54         | 30         | 13         | 11         | 97         | 71         | +26        | 55,56      |
| Усього             | Усього            | Усього         | Усього         | 257        | 126        | 58         | 73         | 422        | 318        | —          | 49,03      |

## Титули і досягнення

### Як гравець
- Чемпіон Чилі (4):

«Коло-Коло»:  1996, 1997, 1998
«Уніон Еспаньйола»:  Апертура 2005

### Як тренер
- Чемпіон Чилі (2):

«Уніон Еспаньйола»: 2013
«Коло-Коло»: Апертура 2015
- Володар Суперкубка Чилі (1):

«Уніон Еспаньйола»: 2013

### Особисті
- Футболіст року в Чилі: 2005